# زد هلدینگ
زد هلدینگ (انگلیسی: Z Holdings) شرکت فناوری اطلاعات ژاپنی است، که در سال ۲۰۰۰ تأسیس شد.